# Tor malabaricus
Tor malabaricus är en fiskart som först beskrevs av Jerdon, 1849.  Tor malabaricus ingår i släktet Tor och familjen karpfiskar. IUCN kategoriserar arten globalt som starkt hotad. Inga underarter finns listade i Catalogue of Life.